# Economía de fuerzas
La economía de fuerzas es el principio militar de emplear toda la energía disponible de combate de la manera más eficaz posible, asignar un poder de combate mínimo esencial a los esfuerzos secundarios. La economía de fuerzas es la distribución y el uso juicioso de las fuerzas. Ninguna parte de las fuerzas deben ser dejadas nunca, sin un propósito. El empleo del poder disponible de combate para tareas tales como ataques limitados, defensa, retrasos, engaño, o incluso operaciones retrógradas se tiene que sopesar en relación con conseguir la masa en otro lugar del campo de batalla en el lugar y momentos decisivos.
Es uno de los nueve principios de la guerra empleados por las Fuerzas Armadas de los Estados Unidos  basadas sobre el acercamiento de Carl von Clausewitz a la guerra. En sus palabras "cada gasto innecesario del tiempo, cada desvío innecesario, es una pérdida de la energía, y por lo tanto es contrario a los principios de la estrategia."
La economía de fuerzas fue implementada por el Ejército Artiguista, comandado por José Gervasio Artigas en las múltiples campañas militares que tuvo que librar dicho ejército contra sus enemigos.